# Grand Rapids Gold
Grand Rapids Gold of tot 2021 Grand Rapids Drive is een Amerikaanse basketbalclub uit Grand Rapids die uitkomt in de NBA G League.

## Geschiedenis
Nadat de Springfield Armor verkocht werden en verhuisd naar Grand Rapids werden ze de Grand Rapids Drive. De club stond in zijn eerste twee seizoenen onder de leiding van Otis Smith maar haalde de play-offs niet. Ook in het seizoen 2016/17 haalden ze de play-offs niet onder Rex Walters. In 2017 werd Robert Werdann hoofdcoach mar vertrok nog voor het einde van het seizoen en werd opgevolgd door Ryan Krueger. De club haalde de play-offs maar verloor in de eerste ronde van de Raptors 905.
Ook in zijn tweede seizoen werd er in de eerste ronde verloren van de Raptors 905. Donnie Tyndall stond onder leiding van de club toen het seizoen werd stopgezet door de coronacrisis. In het seizoen 2020/21 speelde de ploeg niet in de verkleinde competitie. De club werd in 2021 verkocht en veranderde van Drive in Gold, ook de kleuren en logo van de club werden veranderd.
In hun eerste seizoen als de Gold stonden ze onder leiding van Jason Terry maar de play-offs werden niet gehaald. In 2022 werd Andre Miller hoofdcoach ook hij slaagde er niet in om in zijn eerste twee seizoenen de play-offs te halen. Ook in het derde seizoen onder Miller werden de play-offs niet gehaald.

## Erelijst
- NBA G League Defensive Player of the Year Award: Landry Nnoko (2018)
- All-NBA G League First Team: Willie Reed (2015)
- All-NBA G League Second Team: Donta Hall (2020)
- All-NBA G League Third Team: Adonis Thomas (2015), Devin Ebanks (2016), Landry Nnoko (2018), Kalin Lucas (2019)

## Resultaten
| Seizoen | Wins          | Verlies       | Play-offs     | Coach                       |
| ------- | ------------- | ------------- | ------------- | --------------------------- |
| 2014/15 | 23            | 27            |               | Otis Smith                  |
| 2015/16 | 21            | 29            |               | Otis Smith                  |
| 2016/17 | 26            | 24            |               | Rex Walters                 |
| 2017/18 | 29            | 21            | eerste ronde  | Robert Werdann Ryan Krueger |
| 2018/19 | 28            | 22            | eerste ronde  | Ryan Krueger                |
| 2019/20 | 25            | 18            |               | Donnie Tyndall              |
| 2020/21 | Geen deelname | Geen deelname | Geen deelname | Geen deelname               |
| 2021/22 | 17            | 15            |               | Jason Terry                 |
| 2022/23 | 9             | 23            |               | Andre Miller                |
| 2023/24 | 11            | 23            |               | Andre Miller                |
| 2024/25 | 15            | 19            |               | Andre Miller                |
| 2025/26 |               |               |               |                             |

## Bekende (oud-)spelers
| - Amida Brimah - Nikola Jovanović - Vlatko Čančar - Shannon Brown - Daniel Orton - Zeke Marshall - Kenneth Smith - Tre'Shawn Thurman - Randy Haynes - Malcolm Bernard | - Isaiah Thomas - Kameron Edwards - Julian Strawther - Hunter Tyson - Peyton Watson - PJ Hall - Spencer Jones - Trey Alexander - Jalen Pickett |